# Kamukém
A Kamukém (angolul: The Accidental Spy, kínaiul: 特務迷城; pinjin: Tè Wù Mí Chéng; jűtphing: Dak6 Mou6 Mai4 Sing4) 2001-es hongkongi harcművészeti akciófilm Jackie Chan főszereplésével. A film producere Chan és Raymond Chow, rendezője Teddy Chan.
A forgatás Szöulban, Hongkongban, Isztambulban és a törökországi Kappadóciában zajlott.

## Rövid történet
Egy hongkongi bevásárlóközpontban Buck Yuen megérzései figyelmeztetik őt. Egy rablás zsákmányát megmentve bekerül a televízióba, Dél-Koreán keresztül Isztambulba jut, és véletlenül kém lesz belőle. 

## Szereplők
- Jackie Chan: Buck Yuen
- Eric Tsang: Manny Liu
- Vivian Hsu: Yong
- Wu Hsing-kuo: Lee Sang-Zen
- Kim Min: Carmen
- Alfred Cheung: Park ügyvédje
- Lillian Ho: Candice
- Cheung Tat-ming: Stan
- Joh Young-kwon: Park Won-jung
- Anthony Rene Jones: Philip Ashley

## Filmzene
Számlista
| #   | Cím                                    | Előadó                 | Hossz |
| --- | -------------------------------------- | ---------------------- | ----- |
| 1.  | 身不由己                               | Jackie Chan, Mavis Fan | 4:30  |
| 2.  | 一路上                                 | Jacky Cheung           | 3:56  |
| 3.  | 捉迷藏                                 | Cheung                 | 3:54  |
| 4.  | 我们一起逃                             | Peter Kam              | 4:07  |
| 5.  | 主题音乐                               | Kam                    | 3:17  |
| 6.  | The Robbery                            | Kam                    | 4:25  |
| 7.  | Danger in the Hospital                 | Kam                    | 2:33  |
| 8.  | The Game Begins                        | Kam                    | 2:30  |
| 9.  | The Bath House                         | Kam                    | 2:21  |
| 10. | The Market and White Clothes           | Kam                    | 3:00  |
| 11. | Fishing Village Sword Fight & the Pier | Kam                    | 5:15  |
| 12. | Worst Day of My Life                   | Kam                    | 2:25  |
| 13. | Destiny's Choice & in God's Hand       | Kam                    | 2:50  |
| 14. | Showdown                               | Kam                    | 5:11  |
| 15. | The Oil Tank 1                         | Kam                    | 1:58  |
| 16. | The Oil Tank 2                         | Kam                    | 4:53  |
| 17. | The Brider                             | Kam                    | 4:47  |
| 18. | 决战迷城                               | Kam                    | 3:58  |
| 19. | 极度冒险                               | Kam                    | 3:49  |

## Megjelenés

### Bevétel
A film a hongkongi mozikban 30 009 076 HK$ bevételt hozott, és az év harmadik legnagyobb hazai forgalmazású filmje volt Hongkongban.

### Fogadtatás
A Kamukém a Rotten Tomatoes weboldalon 29%-os értékelést kapott 7 értékelés alapján.